# Gyürky–Solymossy-kastély
A kisterenyei ősparkban, 1790-ben emelt Gyürky–Solymossy-kastély késő barokk stílusú, egyemeletes, két hagymakupolás, zsindellyel fedett, saroktornyos épület.

## Leírása
A Kárpát-medence felvidéki részén volt elterjedt ez a barokk kastélytípus. Ilyen stílusban készült épület, Trianon után nem maradt több Magyarországon. Legdélibb példája, Magyarország egyetlen ilyen építményének. 
1790 körül építtette a Gyürky család barokk stílusban. A nyugati homlokzat két sarkán lévő „hagymakupolás” oldaltorony teszi jellegzetessé. A földszinten és az emeleten 3-3 szoba nyílik boltíves mennyezetekkel, az oldalszobák toronyerkéllyel vannak kibővítve. A keleti házrészben egy-egy sarokszoba található. Az épületet körbefutó párkány díszíti, manzárdtetős, tornyain fazsindelyes hagymasisak van. A kastélyt az 1840-es évek végéig a Gyürky család nyári lakként használta. Az 1900-as években házasság révén a Solymossy család birtokába került a később átépített kastélyparkkal együtt. A második világháború után az épület sorsa viszontagságos volt, majd magára hagyták, s földszinti boltozatának egy része beomlott, a zsindelyfedés valamint a kastély eredeti berendezése elpusztult. 1982-ben szerkezetileg helyreállították, és a salgótarjáni Kohászati Üzemek oktatási központja működött itt.
A kastélyban a településről elszármazott id. Szabó István szobrászművész születésének centenáriumán, 2003-ban nyílt meg a „Fába faragott élet” címet viselő állandó emlékkiállítás.

## Kastélypark
A 13 hektáros őspark természetvédelmi terület sok fafajjal. Romos állapotban találhatóak a lovarda, az intézői és a cselédlakások. A kastély északi oldalán működik a kisterenyei művelődési ház és könyvtár, valamint egy óvoda. A kastélykert három díszes kapujából a déli a falu, a nyugati a kisterenyei vasútállomás, az északi pedig a Bányatelep felé nyílik. A kastély nyugati sarkai előtt áll Abonyi Lajos és Gyürky Ábrahám egy-egy emlékműve, mindkettő id. Szabó István alkotása.

## Képgaléria

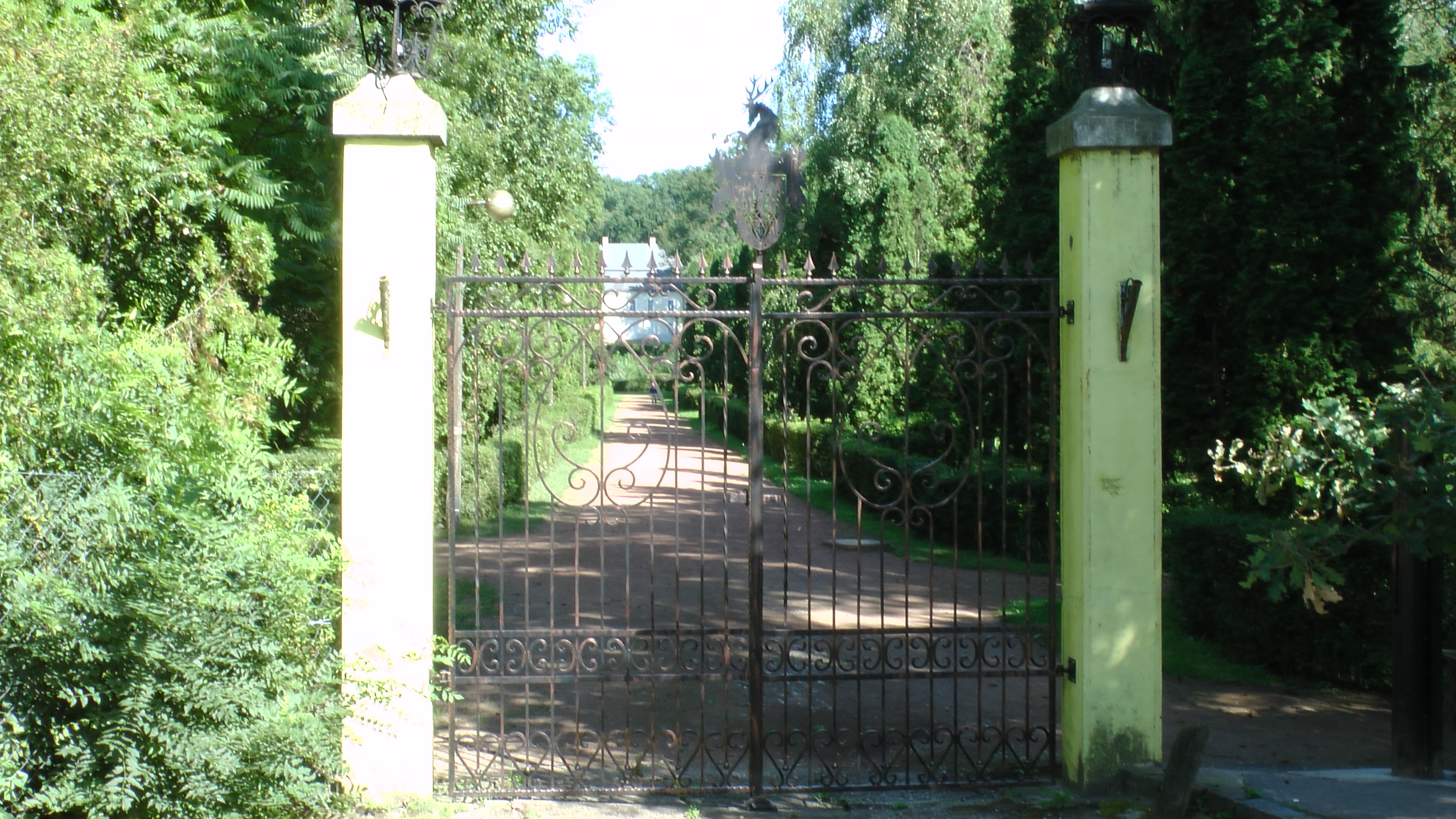
Bejárat
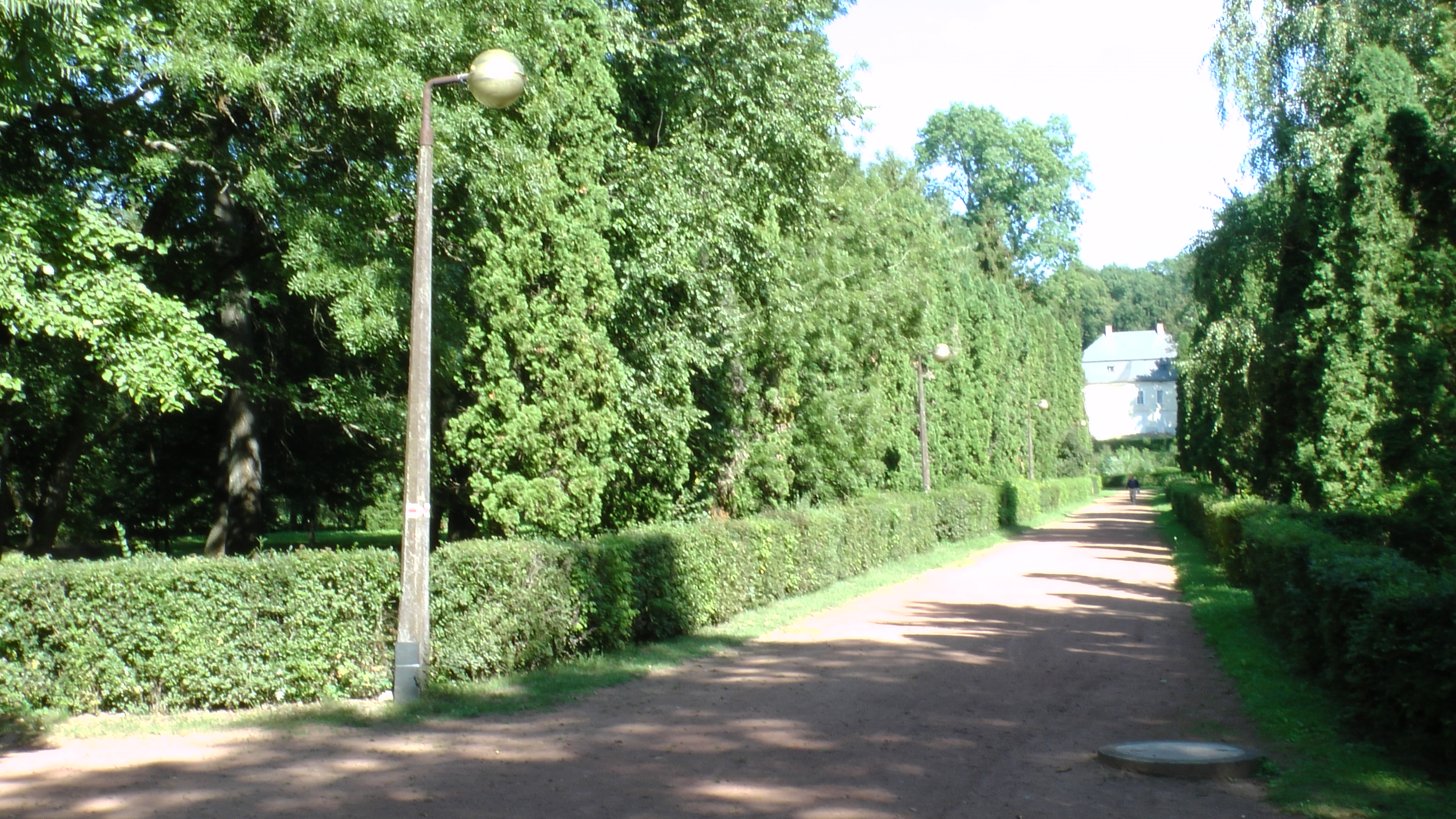
A kastélyhoz vezető út
A kastély távolról…
…és közelről
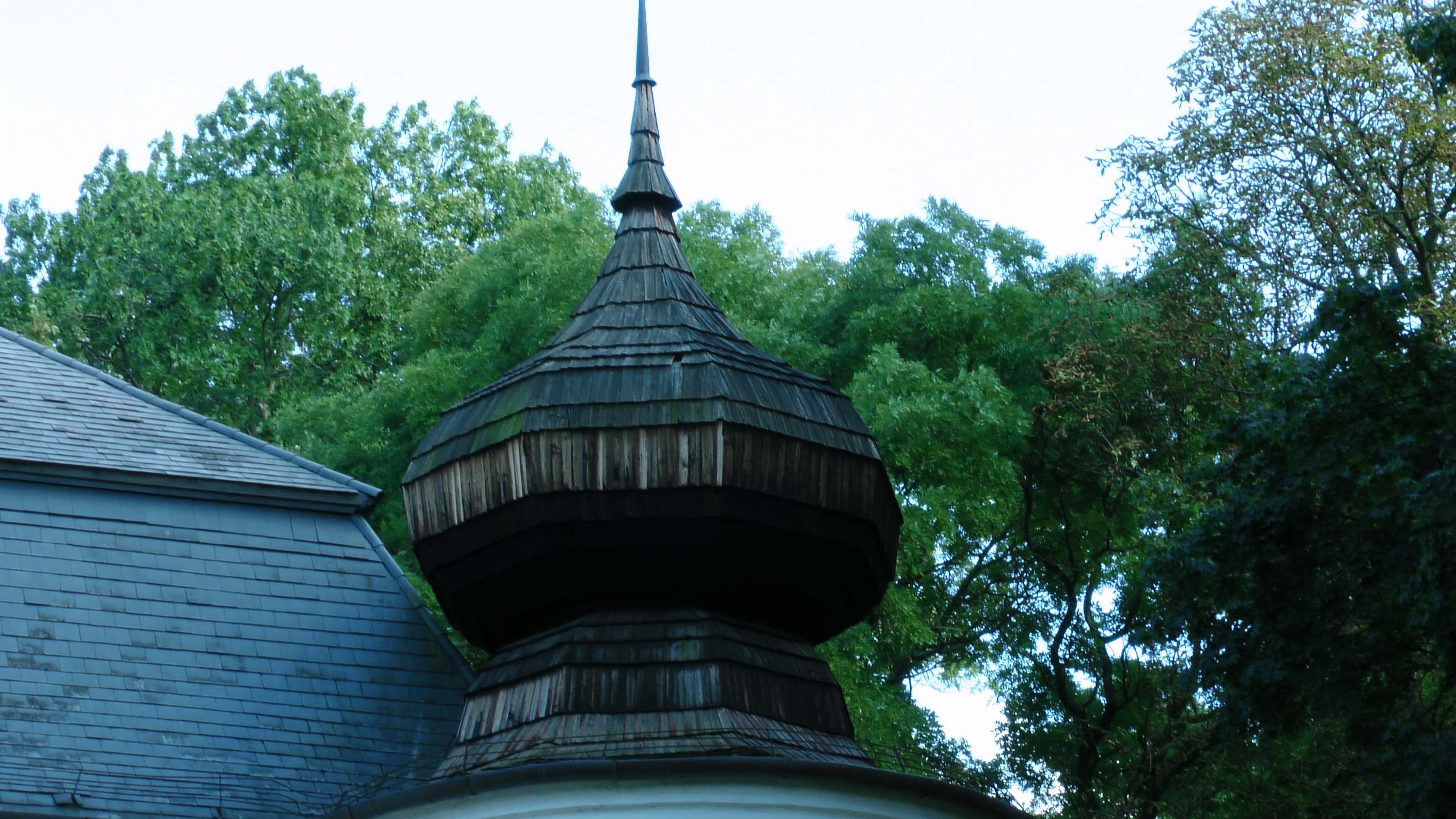
Hagymakupola
Hátsó rész
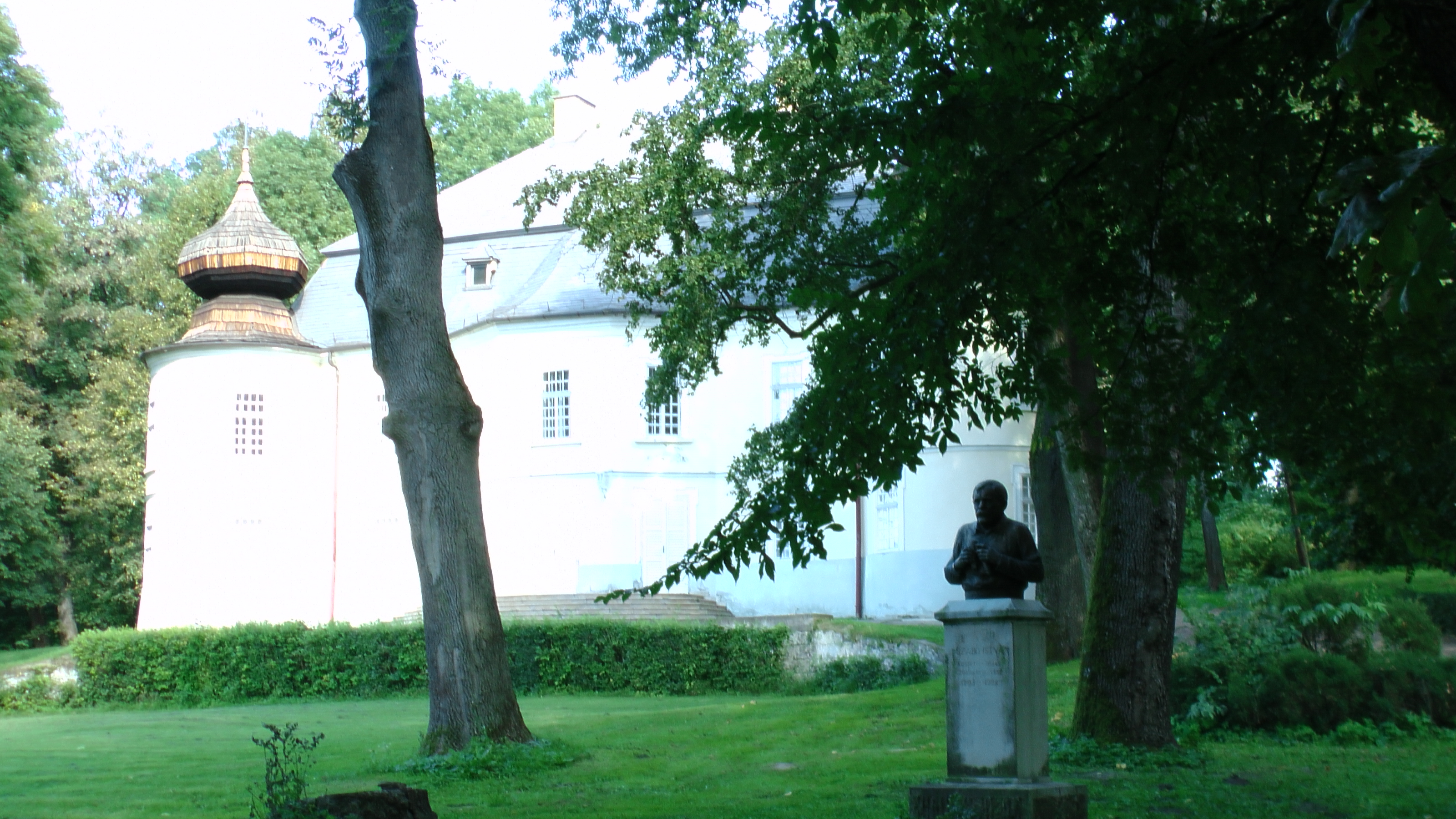
Kastélypark
Id. Szabó István szobra